# USS William Charette (DDG-130)
«Вільям Шаретт» (англ. USS Jeremiah Denton (DDG-129)) - ескадрений міноносець КРО типу «Арлі Берк» ВМС США, серії III. 

## Історія створення
Ескадрений міноносець «Вільям Шаретт» був замовлений 27 вересня 2018 року. Це 80-й корабель даного типу.
Свою назву отримав на честь майстер чиф-петті офіцера Вільяма Шаретта (англ. William Richard Charette), ветерана Другої світової та Корейської воєн.